# Андреев, Леонид Григорьевич
Леони́д Григо́рьевич Андре́ев (16 июня 1922, Смоленск — 13 декабря 2001, Москва) — советский и российский литературовед, доктор филологических наук, заведующий кафедрой истории зарубежной литературы и декан филологического факультета МГУ.

## Биография
Родился в семье телеграфного механика Григория Тимофеевича Андреева. Мать, Александра Ивановна, происходила из семьи смоленских мещан. Окончил школу с золотой медалью, в 1940 году поступил в МВТУ, но потеряв интерес к техническому образованию вернулся в Смоленск.
Участник Великой Отечественной войны. В начале августа 1941 года добровольцем ушёл на фронт, рядовой 269-го особого лыжного батальона Северо-Западного фронта. Участвовал в обороне Москвы, в битве под Старой-Руссой. В марте 1942 года тяжело ранен, после излечения уволен в запас, инвалид войны 3-й группы.
В сентябре 1942 года поступил на филологический факультет Ярославского педагогического института. В 1944 году переведён на филологический факультет МГУ, который окончил в 1948 году. Учился в аспирантуре, в 1951 году защитил кандидатскую диссертацию на тему «Борьба за социалистический реализм во французской прогрессивной литературной критике в послевоенный период (1945—1950 гг.)».
С 1953 года — доцент, с 1969 года — профессор (с 1995 года — заслуженный профессор) кафедры истории зарубежной литературы МГУ, с 1974 по 1997 год заведовал кафедрой. В 1974—1980 годах также декан филологического факультета.
Член СП СССР с 1983 года. За участие в военных действиях награждён орденом Славы III степени и юбилейным орденом Отечественной войны I степени. Военная и трудовая доблесть Андреева отмечена также 12 медалями и 8 почётными знаками.
Похоронен на Востряковском кладбище.
Автор 13 учебников, 7 монографий, более 200 статей по истории франкоязычной литературы.

## Семья
- Жена — Татьяна Михайловна Андреева, учитель литературы средней школы.
  - Сын — Михаил Леонидович Андреев, (род. 1950), литературовед, академик РАН
  - Сын — Григорий Леонидович Андреев, (род. 1954), историк[7].

## Монографии
- Французская литература, 1917—1956. — М.: Изд-во Моск. унив., 1959
- Сто лет бельгийской литературы. — М.: Изд-во Моск. унив., 1966
- Марсель Пруст. — М.: Высшая школа, 1968
- Сюрреализм. — М.: Высшая школа, 1971 (2-е изд. 2001, 3-е изд. 2004)
- Современная французская литература. 60-е годы. — М.: Изд-во Моск. унив., 1977
- Импрессионизм. — М.: Изд-во Моск. унив., 1980 (перераб. изд. 2005)
- Жан-Поль Сартр. Свободное сознание и XX век. — М.: Моск. рабочий, 1994 (2-е изд. 2004)
- Андреев Л. Г. Философия существования. Военные воспоминания. — М.: Гелеос, 2005.